# Aurore boreali (Cesare Cremonini)
Aurore boreali è un brano musicale del cantautore italiano  Cesare Cremonini, quarta traccia album in studio di Cremonini Alaska Baby pubblicato il 29 novembre 2024 dalla EMI. Il brano vede la partecipazione vocale e nella composizione del brano della cantautrice Elisa.

## Antefatti e descrizione
Il provino del brano è stato inviato da Elisa a Cremonini mentre quest'ultimo attendeva la visione dell'aurora boreale nei pressi di ghiacciai delle White Mountains a Fairbanks in Alaska, nel corso del viaggio effettuato nel 2023 che ha dato ispirazione all'intero progetto discografico. Nel corso del 2024 due artisti si sono riuniti presso lo studio di registrazione del cantautore, il Mille Galassie Studios di Bologna, in cui Elisa ha scritto le tracce Un'alba rosa e registrato con il cantautore Aurore boreali.

In un'intervista rilasciata a Il Fatto Quotidiano, Cremonini ha spiegato la scelta di collaborare con Elisa e il processo creativo dei brani inseriti nell'album:

## Accoglienza
Il brano è stato accolto positivamente dalla critica musicale, che ne ha apprezzato la produzione e l'unione delle vocalità dei due artisti.
Recensendo il brano, Lorenza Ferraro di All Music Italia scrive che «la voce eterea della cantautrice si amalgama perfettamente con quella di Cremonini» , esprimendo nel testo «della paura di non essere all’altezza e del desiderio di normalità». Gian Marco Sandri del The Hollywood Reporter Roma si sofferma sulla dualità dei termini «luce» e «buio» adottate nel brano, le quali si rivelano «immagini metaforiche che ci fanno pensare alle parti luminose e oscure di ognuno di noi», apprezzando il fatto che «l'aspetto fisico e metafisico si fondono in un tutt'uno, come le loro voci». Gianni Sibilla di Rockol scrive che il brano presenti un'apertura richiamante la musica ambient, tramutandosi in un brano di «musica elettronica con la cassa 4/4 mentre le voci volano alte».
Successivamente alla pubblicazione della seconda collaborazione tra i due artisti, Nonostante tutto, Alessandro Alicandri di TV Sorrisi e Canzoni scrive che in Aurore boreali si era già riscontrata «la forza delle loro voci e di un'unione tra due mondi musicali che danno priorità all'immaginario e all'intensità delle emozioni» tra Cremonini ed Elisa, mentre Gianni Sibilla di Rockol compara le due collaborazioni presenti nel progetto, scrivendo che se in Aurore boreali si riscontra «una canzone eterea, elettronica, complessa e fuori dagli schemi» mentre in Nonostante tutto «esplorano proprio il pop, dichiarando il loro amore per il genere», definendola una «meta-canzone».

## Tracce
Testi e musiche di Cesare Cremonini ed Elisa Toffoli.
1. Aurore boreali – 4:48

## Classifiche
| Classifica (2024) | Posizione massima |
| ----------------- | ----------------- |
| Italia            | 64                |